# Oxygène 18
table
L'oxygène 18, noté 18O, est l'isotope de l'oxygène dont le nombre de masse est égal à 18 : son noyau atomique compte 8 protons et 10 neutrons avec un spin 0+ pour une masse atomique de 17,999 159 612 g/mol. Il est caractérisé par un excès de masse de −782,816 keV et une énergie de liaison nucléaire par nucléon de 7 767 keV. C'est un isotope stable. L'oxygène naturel en contient 0,205 %.

## Utilisation en médecine nucléaire
L'oxygène 18 est utilisé en radiopharmacologie sous forme d'eau enrichie en espèces H218O pour produire, par bombardement de protons — ions hydrogène 1
1H+ — accélérés dans un cyclotron ou dans un accélérateur linéaire, du fluor 18, lequel est, par exemple, utilisé sous forme de fluorodésoxyglucose (18F), noté 18F-FDG, dans le cadre de la tomographie par émission de positons.

## Marqueur isotopique en géologie et en biologie
En paléoclimatologie, le ratio noté δ18O, correspondant au rapport oxygène 18/oxygène 16, permet, relevé dans les carottes de glace en Arctique ou en Antarctique, de déterminer la température des précipitations à travers les âges : plus ce ratio est élevé et plus les températures correspondantes sont élevées. On peut également appliquer ce ratio aux fossiles contenant de l'aragonite ou de la calcite : dans le cas par exemple d'un mollusque, on peut, en comparant la teneur en oxygène 18 de chaque période de croissance de l'animal, déterminer les variations de température marine à l'endroit où il se trouvait sur plusieurs années, selon l'équation :
T = A + (δ18Ocalcite – δ18Oeau) × B,
où T est la température en degrés Celsius et A et B sont des constantes.
Dans l'étude de la photorespiration, le marquage par 18O2 de l'atmosphère permet de mesurer le flux unidirectionnel de consommation d'oxygène, alors même que la plante produit de l'oxygène sous lumière, par la photosynthèse. On constate que, dans les conditions de l'atmosphère préindustrielle, la majorité des plantes (C3) re-consomment par photorespiration, la moitié de la production photosynthétique d'oxygène. Le rendement de la photosynthèse est ainsi réduit de moitié par la photorespiration, à l'aube de la révolution industrielle.

## Articles liés
- Oxygène
- Table des isotopes
- Paléoclimatologie

| 1 | H  |    |    |    |    |    |    |    |    |    |    |    |    |    |    |    |    |    |    |    |    |    |    |    |    |    |    |    |    |    |    | He |
| 2 | Li | Be |    |    |    |    |    |    |    |    |    |    |    |    |    |    |    |    |    |    |    |    |    |    |    |    | B  | C  | N  | O  | F  | Ne |
| 3 | Na | Mg |    |    |    |    |    |    |    |    |    |    |    |    |    |    |    |    |    |    |    |    |    |    |    |    | Al | Si | P  | S  | Cl | Ar |
| 4 | K  | Ca |    |    |    |    |    |    |    |    |    |    |    |    |    |    | Sc | Ti | V  | Cr | Mn | Fe | Co | Ni | Cu | Zn | Ga | Ge | As | Se | Br | Kr |
| 5 | Rb | Sr |    |    |    |    |    |    |    |    |    |    |    |    |    |    | Y  | Zr | Nb | Mo | Tc | Ru | Rh | Pd | Ag | Cd | In | Sn | Sb | Te | I  | Xe |
| 6 | Cs | Ba | La | Ce | Pr | Nd | Pm | Sm | Eu | Gd | Tb | Dy | Ho | Er | Tm | Yb | Lu | Hf | Ta | W  | Re | Os | Ir | Pt | Au | Hg | Tl | Pb | Bi | Po | At | Rn |
| 7 | Fr | Ra | Ac | Th | Pa | U  | Np | Pu | Am | Cm | Bk | Cf | Es | Fm | Md | No | Lr | Rf | Db | Sg | Bh | Hs | Mt | Ds | Rg | Cn | Nh | Fl | Mc | Lv | Ts | Og |